# Joan-Enric Vives i Sicília
Joan-Enric Vives i Sicília, né le 24 juillet 1949 à Barcelone, est un prélat et homme d'État espagnol, archevêque-évêque d'Urgell et ex officio coprince d'Andorre de 2003 à 2025.

## Biographie
D'ascendance minorquine, diplômé en théologie à Barcelone en 1976, puis en sciences de l'éducation, section philosophie, en 1982. Il prépare ensuite, entre 1990 et 1993, une thèse doctorale à l'université de Barcelone, où il est nommé docteur en philosophie.

## Sacerdoce
Ordonné prêtre dans l'archidiocèse de Barcelone le 24 septembre 1974, il commence son ministère comme vicaire des différentes paroisses. Il devient curé de l'église du Sacré-Cœur de Jésus de Barcelone, dans le quartier du Poblenou. Secrétaire du Conseil des prêtres de Barcelone entre 1978 et 1989, il est greffier du Conseil épiscopal de 1988 à 1990, aussi temps conseiller du cardinal Narciso Jubany Arnau (de 1987 à 1990).
Nommé professeur en histoire de la philosophie à la faculté de théologie de Catalogne de 1983 à 1993, Joan-Enric Vives i Sicília poursuit ses études en philosophie ecclésiastique à l'université Raymond-Lulle de 1988 à 1993, dont il fut nommé d'ailleurs doyen en 1989.

## Évêque d'Urgell
Le 9 juin 1993, le pape Jean-Paul II le nomme évêque titulaire de Nona (de) et évêque auxiliaire de Barcelone. Il est sacré évêque le 5 septembre suivant.
Devenu évêque coadjuteur du diocèse d'Urgell, le 25 juin 2001, il devient évêque en titre et coprince d'Andorre le 12 mai 2003, succédant à Joan Martí i Alanis, qui prend sa retraite.
Le 19 mars 2010, il est élevé par le pape Benoît XVI à la dignité d'archevêque ad personam.
Joan-Enric Vives annonce, en 2014, qu'il abdiquerait si l'Andorre venait à légaliser l'avortement.
Le 12 juillet 2024, Josep-Lluís Serrano Pentinat, prêtre du diocèse de Tortosa, a été nommé évêque coadjuteur d'Urgell afin de lui succéder comme évêque d'Urgell et coprince d'Andorre.
Le 31 mai 2025, le pape Léon XIV accepte sa démission pour raison d'âge. Son coadjuteur Josep-Lluís Serrano Pentinat lui succède en tant qu'évêque d'Urgell et coprince d'Andorre.

## Distinctions honorifiques
- Grand officier de la Légion d'honneur (2025)[6].
- Grand-croix de l'ordre du Christ (depuis le 5 mars 2010)[7].
- Grand-croix de l'ordre constantinien de Saint-Georges.
- Grand-croix de l'ordre du Saint-Sépulcre de Jérusalem.
- Croix « pro piis meritis » pro Merito Melitensi.